# Golful Oman

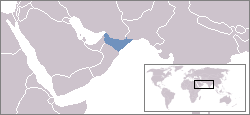
Situarea geografică a Golfului Oman

Golful oman (în arabă: خليج عمان, se pronunță-khalīj ʿumān și în persă: دریای عمان ,se pronunță-daryā-ye ʿomān) se găsește în Asia, între Oman, Iran și Emiratele Arabe Unite. Golful Oman aparține Mării Arabiei care la rândul ei face parte din Oceanul Indian
Atinge 3.692 m adâncime. Golful Oman comunică cu Golful Persic prin Strâmtoarea Ormuz.